# Luis Antonio Valdez Salas
Luis Antonio Valdez Salas (1 de juliol de 1965) és un exfutbolista mexicà.

## Selecció de Mèxic
Va formar part de l'equip mexicà a la Copa del Món de 1994.